# Pseudocnus californicus
Pseudocnus californicus is een zeekomkommer uit de familie Cucumariidae.
De wetenschappelijke naam van de soort werd in 1868 gepubliceerd door Karl Semper.